# Olympische Jeugdwinterspelen 2016
De Olympische Jeugdwinterspelen 2016 waren de tweede editie van deze Winterspelen die elke vier jaar worden georganiseerd onder auspiciën van het Internationaal Olympisch Comité en bedoeld zijn voor sporters van 15 tot 18 jaar. Deze editie werd gehouden in het Noorse Lillehammer van 12 tot en met 21 februari.
De sporten op het evenement waren hetzelfde als die op de Olympische Spelen, maar met een gelimiteerd aantal evenementen en deelnemers. Daarnaast waren er extra onderdelen, bijvoorbeeld een gecombineerde biatlon/langlaufestafette, een ijshockeyvaardigheidswedstrijd en een shorttrackestafette met vier verschillende landen per team.

## Organisator
Lillehammer was de enige stad die zich kandidaat stelde voor de organisatie. Lake Placid, Luzern, Zaragoza en Sofia hadden interesse getoond, maar kwamen uiteindelijk niet met een bid. Op 7 december 2011 selecteerde het IOC Lillehammer. Lillehammer organiseerde eerder de Olympische Winterspelen 1994.

## Accommodaties

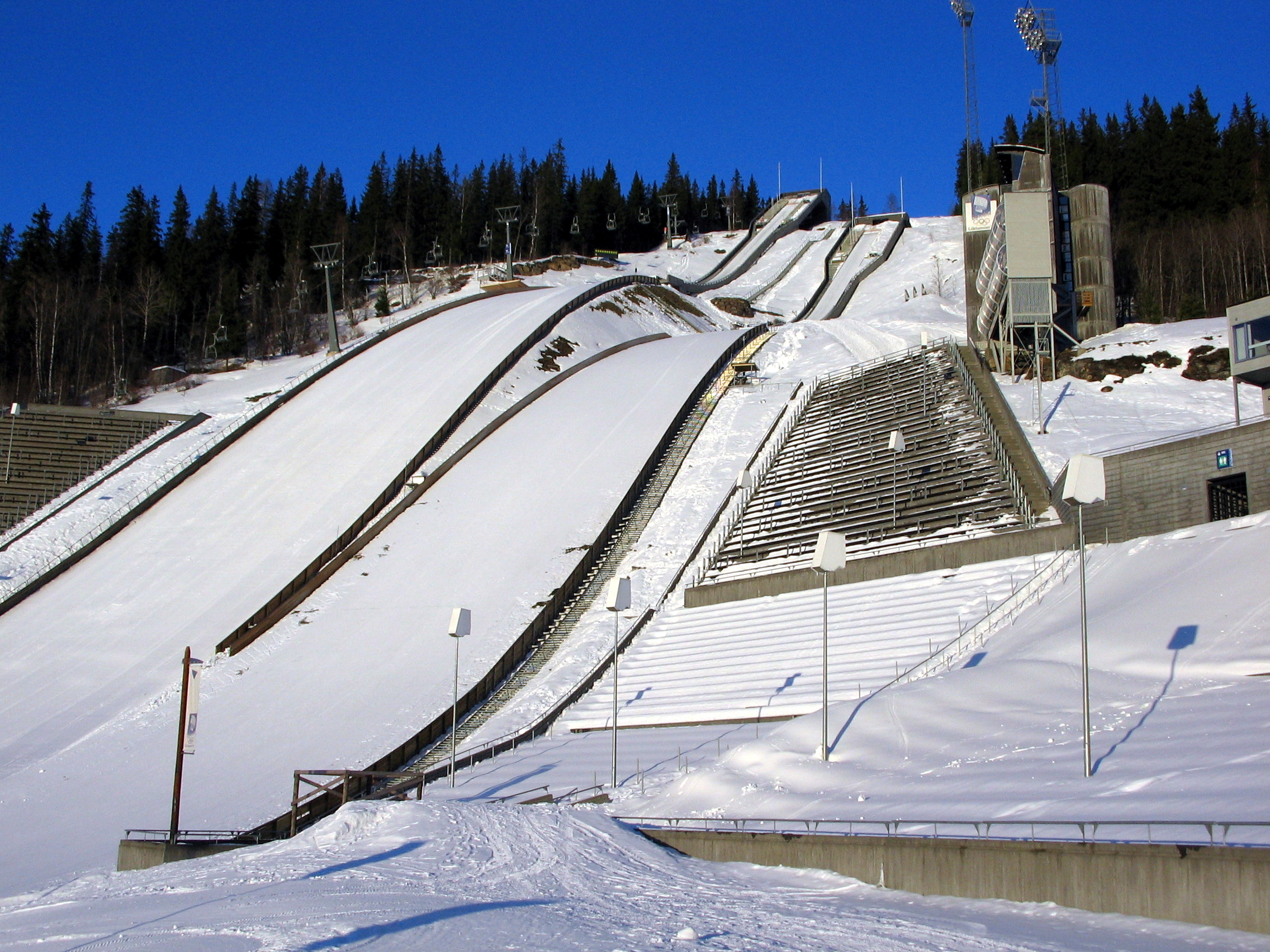
Olympische skischans van Lillehammer

De accommodaties waren grotendeels dezelfde als die van de Olympische Winterspelen 1994. De openings- en sluitingsceremonie vonden plaats in het Stampeslettastadion. Overige onderdelen in Lillehammer zelf waren het het langlaufen, biatlon en het langlaufen van de Noordse combinatie in het Birkebeineren skistadion, het schansspringen en het schansspringen van de Noordse combinatie op de Lysgårdsbakken, het curling en ijshockey in Kristins Hall, het bobsleeën, rodelen en skeleton op de Lillehammer Olympiske Bob- og Akebane, en het freestyleskiën en snowboarden in het Kanthaugen Freestyleanlegg. Het schaatsen vond plaats in het Vikingskipet in Hamar en het kunstrijden in het Hamar OL-Amfi, het shorttrack in de Gjøvik Olympic Cavern Hall in Gjøvik en het alpineskiën en delen van het snowboarden in Hafjell.

## Medaillespiegel
| Plaats | Land             | NOC | Goud | Zilver | Brons | Totaal |
| ------ | ---------------- | --- | ---- | ------ | ----- | ------ |
| 1      | Verenigde Staten | USA | 10   | 6      | 0     | 16     |
| 2      | Zuid-Korea       | KOR | 10   | 3      | 3     | 16     |
| 3      | Rusland          | RUS | 7    | 8      | 9     | 24     |
| 4      | Duitsland        | GER | 7    | 7      | 8     | 22     |
| 5      | Noorwegen        | NOR | 4    | 9      | 6     | 19     |
| 6      | Zwitserland      | SUI | 4    | 3      | 4     | 11     |
| 7      | China            | CHN | 3    | 5      | 2     | 10     |
| 8      | Canada           | CAN | 3    | 2      | 1     | 6      |
| 9      | Zweden           | SWE | 3    | 2      | 0     | 5      |
| 10     | Slovenië         | SLO | 3    | 0      | 2     | 5      |
|        |                  |     |      |        |       |        |
| 24     | België           | BEL | 0    | 1      | 0     | 1      |
|        |                  |     |      |        |       |        |
| 27     | Nederland        | NED | 0    | 0      | 1     | 1      |

### Belgische medaillewinnaars
| Olympiër         | Sportdiscipline | Onderdeel                                 | Medaille |                                                                 |
| ---------------- | --------------- | ----------------------------------------- | -------- | --------------------------------------------------------------- |
| Stijn Desmet     | shorttrack      | aflossing, gemengd team, (internationaal) | Goud     | + Quentin Fercoq (FRA), + Ane Farstad (NOR), + Kim Ji-yoo (KOR) |
| Xander Vercammen | freestyleskiën  | ski-cross (m)                             | Zilver   |                                                                 |

### Nederlandse medaillewinnaars
| Olympiër      | Sportdiscipline    | Onderdeel                                 | Medaille |                                                                            |
| ------------- | ------------------ | ----------------------------------------- | -------- | -------------------------------------------------------------------------- |
| Daan Baks     | langebaanschaatsen | 1500 m (m)                                | Brons    |                                                                            |
| Elisa Dul     | langebaanschaatsen | team sprint, gemengd, (internationaal)    | Zilver   | + Austin Kleba (USA), + Anvar Mukhamadeyev (KAZ), + Karolina Gasecka (POL) |
| Tjerk de Boer | shorttrack         | aflossing, gemengd team, (internationaal) | Zilver   | + Kiichi Shigehiro (JPN), + Petra Jaszapati (HUN), + Julia Moore (AUS)     |